# Корпоративний договір
Корпоративний договір - договір, за яким учасники товариства зобов'язуються реалізовувати свої права та повноваження певним чином
або утримуватися від їх реалізації.

## Нормативно-правове регулювання корпоративного договору в Україні
Нормативне положення про корпоративний договір було введено ст. 7 Закону України "Про товариства з обмеженою та додатковою відповідальністю", що набрав чинності 17.06.2018 року. Напередодні, 18.02.2018 року, набув чинності Закон України "Про внесення змін до деяких законодавчих актів України щодо корпоративних договорів", з якого можна зробити висновок, що корпоративними договорами законодавець вважає, зокрема, договір про реалізацію прав учасників (засновників) товариства з обмеженою відповідальністю (був передбачений ст. 511 ЗУ "Про господарські товариства", що втратила чинність 17.06.2018 року), а також договір між акціонерами товариства.

## Сутність і призначення
Корпоративним договором врегульовуються дії учасників товариства щодо управління корпоративними правами. Поняття корпоративних прав визначене в ч. 1 ст. 167 Господарського кодексу України. Корпоративний договір може бути зручним інструментом корпоративного управління. Корпоративним договором можуть бути передбачені випадки, в яких учасник товариства зобов'язаний продати свою частку, та порядок їх реалізації. Таким чином, корпоративний договір може виступати інструментом вирішення дедлоків (тупікових ситуацій), що є альтернативою виключенню учасника з товариства.

## Форма корпоративного договору
Законодавством вимагається лише проста письмова форма корпоративного договору. За бажанням сторін корпоративний договір може бути посвідчений нотаріально (ч. 4 ст. 209 ЦК України).